# Jezsuita rendház (Kolozsvár)
A kolozsvári jezsuita rendház a Monostori út elején található műemlék épület, a volt Gazdasági Akadémia kertjébe beékelve. A romániai műemlékek  jegyzékében a CJ-II-m-B-07395 sorszámon szerepel.
A jezsuiták 1579-ben csak a városon kívül kaptak engedélyt a letelepedésre. 1581-ben Báthory István fejedelem nekik adta ugyan a Farkas utcai templom és zárda épületét, de 1588-ban a medgyesi országgyűlés kitiltotta őket Erdélyből. 1595-ben Báthory Zsigmond visszahívta a jezsuitákat, 1603-ban Székely Mózes ismét elűzte őket, 1615-ben pedig Bethlen Gábor nekik adományozta a romos állapotban levő kolozsmonostori apátságot. Mivel ez nem volt alkalmas iskolának, Szentpáliné Galambfalvi Borbála asszony 1621-ben a rendre hagyta udvarházát plébániaház céljára. A jezsuita lelkészek itt laktak és konviktust is rendeztek be a gazdagabb diákoknak. Az 1660-as évekig itt működött a jezsuita iskola, amíg végül engedélyezték a rend betelepedését a városba. A hagyomány szerint itt tanult Pázmány Péter is, de Bíró Vencel ezt nem  tartja megalapozottnak; szerinte Pázmánynak a kolozsmonostori apátsági épületben vagy a Farkas utcai kollégiumban kellett tanulnia.
1660-ban, amikor a törökök elfoglalták Nagyváradot és a hódoltság határát Kolozsvárig kiterjesztették, a jezsuiták nem érezték magukat biztonságban a város falain kívül, ezért kérelemmel fordultak a városhoz, hogy engedjék meg a beköltözésüket. Ezt követően a rendház megmaradt plébániának, de egyben a városbeli szerzetesek üdülőhelyeként is használták.
A szabálytalan U alakú épület belső szárnyát a 17. században a jezsuiták építtették, az utca felé néző, 18 méter széles barokk szárny 1762-ben épült. Az épület 1773-ig, a rend feloszlatásáig volt a jezsuiták tulajdonában. A 19. század végén az Erdélyi Római Katolikus Státus eladta az épületet az államnak. A kápolnát előbb növényszárításra használták, majd ortodox kápolna lett belőle, ekkortájt építették hozzá a kis csengettyűtornyot.
Az udvarra vezető kapu zárókövének felirata:
| ANNO M:D:C·C: XL (kereszt) VII I(esus)H(ominumS(alvator) DIE (jelvény) MEN(sis) III NO (") VEMB(ris) |

A kutatók feltételezése szerint az 1747-es dátum a felszentelés időpontja lehetett.